# Christina Boxer
Christina Boxer (Christina Tracy Boxer, geschiedene Cahill; * 25. März 1957 in Northolt, London Borough of Ealing) ist eine ehemalige britische Mittelstreckenläuferin.

## Leben
1980 erreichte sie im 800-Meter-Lauf bei den Olympischen Spielen in Moskau das Halbfinale.
Über 1500 m siegte sie für England startend bei den Commonwealth Games 1982 in Brisbane. Über dieselbe Distanz wurde sie Neunte bei den Leichtathletik-Weltmeisterschaften 1983 in Helsinki, Sechste bei den Olympischen Spielen 1984 in Los Angeles und jeweils Vierte bei den Commonwealth Games 1986 in Edinburgh und den Olympischen Spielen 1988 in Seoul.
1990 gewann sie Silber bei den Commonwealth Games in Auckland und wurde Zehnte bei den Leichtathletik-Europameisterschaften in Split. Bei den Weltmeisterschaften 1991 in Tokio schied sie im Vorlauf aus.
Dreimal nahm sie an den Crosslauf-Weltmeisterschaften teil: 1982 in Rom kam sie auf Rang 41, 1983 in Gateshead auf Rang 19 und 1987 in Warschau auf Rang 75.
Je dreimal wurde sie Englische Meisterin über 800 m (1977, 1978, 1985) und 1500 m (1982, 1988, 1990) sowie viermal Britische Meisterin über 800 m (1979, 1980, 1984, 1988) und einmal über 1500 m (1986). In der Halle holte sie 1992 den englischen Titel über 1500 m.

## Bestzeiten
- 800 m: 1:59,05 min, 4. August 1979, Turin
- 1000 m: 2:34,92 min, 9. August 1985, Gateshead
  - Halle: 2:39,55 min, 4. September 1990, München
- 1500 m: 4:00,57 min, 6. Juli 1984, Gateshead
  - Halle: 4:10,14 min, 9. Februar 1985, East Rutherford
- 1 Meile: 4:22,64 min, 7. September 1984, London
  - Halle: 4:36,38 min, 2. Februar 1992, Bordeaux
- 2000 m: 5:33,85 min, 13. Juli 1984, London
- 3000 m: 8:49,89 min, 20. Juli 1985, London
  - Halle: 9:06,29 min, 25. Februar 1986, Cosford